# Castillo de Aledo
El castillo de Aledo es una antigua fortaleza medieval en el municipio murciano de Aledo (España). De origen andalusí y posteriormente conquistada por las tropas cristianas, llegó a ser la sede local de la Orden de Santiago en el siglo XIII. Se encuentra en las inmediaciones de la sierra Espuña y en su momento circundaba a toda la villa, aunque en la actualidad solo se conserva en buen estado la torre del homenaje, llamada la Calahorra. Desde el 25 de junio de 1985 es un Bien de interés cultural.

## Historia
Las fuentes históricas hacen referencia a Aledo hacia finales del siglo IX y la villa árabe ya estaría fortificada alrededor del siglo X. En 1086 las tropas castellanas tomaron el castillo bajo mando del noble García Jiménez. Con Aledo como bastión, los cristianos lanzaron diversas ofensivas al sureste peninsular. Desde allí, controlaron el valle del Guadalentín y dominaron las vías de comunicación entre el Mediterráneo y la Meseta. En 1088 el bando islámico asedió la fortaleza, pero no consiguieron expulsar a los castellanos hasta 1092 gracias al apoyo de los guerreros almorávides. Ese mismo año, una cabalgada dirigida por Alfonso VI rescató a los supervivientes del sitio.
El tratado de Alcaraz de 1243 entre Castilla y el rey islámico de Murcia conllevó la vuelta de las tropas castellanas a Aledo. Alfonso X el Sabio entregó la villa en 1257 a la Orden de Santiago. Al ser el reino de Murcia un territorio fronterizo caracterizado por la concentración de los habitantes en ciertos puntos, Aledo jugó un rol importante como enclave defensivo sobre el borde con el emirato de Granada. En esta época, entre el siglo XIII y XIV, se levantó la torre del homenaje. Con la eventual caída de Granada perdió su función estratégica.

## Arquitectura
Del complejo defensivo con diferentes estructuras adaptadas al terreno solo se ha conservado en buen estado el torreón de la Calahorra. Este edificio es de planta cuadrada, con tres pisos comunicados por una escalera. El tercer nivel conserva unas ventanas de arcos apuntados, en tanto el resto de pisos presentan pequeñas saetas. Una hilera de almenas rectangulares rematan la torre. Los orígenes árabes de la fortaleza están reflejados en sus métodos constructivos: los muros son gruesos y de tapial, en contraste con la piedra típica de los castillos cristianos. El tapial, levantado en bandas superpuestas, le da al edificio su característico tono rojizo. Cuenta en su subterráneo con varios túneles y pasadizos que conducen hacia el río.
Las demás partes del castillo han desaparecido y solo quedan unos pocos restos esparcidos por las irregularidades del terreno. La torre se rehabilitó e inauguró en 2008; desde entonces es sede de la oficina de turismo de Aledo. La planta baja consiste en un aljibe, con dos naves cubiertas en bóveda de cañón y separadas por un muro grueso de cal: tras la renovación es la sala de recepción. El primer piso se trata de una sala cuadrada con una estructura abovedada de ladrillo, similar a la segunda planta.